# Гольдшмидт, Нил Эдвард
Нил Эдвард Гольдшмидт (англ. Neil Edward Goldschmidt; 16 июня 1940, Юджин, Орегон — 12 июня 2024, Портленд) — американский бизнесмен и политик, 33-й губернатор Орегона в 1987—1991 годах. Член Демократической партии.
Занимал различные местные, государственные и федеральные должности более трёх десятилетий. После службы в качестве губернатора Орегона Гольдшмидт когда-то считался самой влиятельной и могущественной фигурой в политических кругах Орегона. Его карьере и имиджу был нанесен серьёзный удар после того, что он изнасиловал молодую девушку в 1973 году, во время своего первого срока на посту мэра Портленда.
Гольдшмидт был избран в городской совет Портленда в 1970 году, а затем в 1972 году стал мэром Портленда, став самым молодым мэром любого крупного американского города. Он способствовал возрождению центральной части Портленда и оказал влияние на транспортную политику города, в частности, на закрытие спорной автострады Маунт-Худ и создание системы легкорельсового транспорта Metropolitan Area Express. В 1979 году он был назначен министром транспорта США президентом Джимми Картером; в этой должности он работал над возрождением больной автомобильной промышленности и дерегулированием нескольких отраслей. Он проработал до конца президентства Картера в 1981 году, а затем несколько лет занимал должность старшего руководителя в компании «Nike».
В 1986 году Гольдшмидт был избран 33-м губернатором штата Орегон. Он столкнулся с серьёзными проблемами, в частности с растущим движением против налогов и удвоением числа заключенных в штате. Он работал по партийной линии, чтобы уменьшить регулирование и восстановить инфраструктуру штата. Его реформы Государственного фонда страхования от несчастных случаев (SAIF), зарегистрированной государством компании по страхованию компенсаций рабочим, были объявлены в то время, но вызвали резкую критику в последующие годы.
В 2003 году губернатор Тед Кулонгоски назначил Гольдшмидта членом Совета по высшему образованию штата Орегон. Он оставил эту должность после того, как признался, что 30 лет назад имел сексуальные отношения с несовершеннолетней девушкой.

## Ранние годы
Нил Гольдшмидт родился 16 июня 1940 года в Юджине, в долине Уилламетт штата Орегон, в еврейской семье Лестера Х. Гольдшмидта и Аннетт Левин. Окончил среднюю школу Южного Юджина. Позже он учился в Орегонском университете. Он занимал пост президента студенческого совета в вузе, прежде чем окончил его в 1963 году со степенью бакалавра политических наук.
В 1964 году Гольдшмидт работал стажёром у сенатора США Морин Нойбергер в Вашингтоне. Находясь там, он был нанят конгрессменом из Нью-Йорка Аллардом К. Ловенштейном для регистрации избирателей в кампании за гражданские права «Freedom Summer» 1964 года в штате Миссисипи. В 1965 году Гольдшмидт женился на Маргарет Вуд. У них было двое детей, Джошуа и Ребекка; пара развелась в 1990 году. В 1967 году Гольдшмидт получил юридическую степень в Калифорнийском университете в Беркли. С 1967 по 1970 год он работал юристом в Портленде.

## Политическая карьера
В 1970 году Нил Гольдшмидт занялся политикой в Орегоне.

### Мэр Портленда
Гольдшмидт получил место в городском совете Портленда в 1970 году. В качестве городского комиссара (1971—1973), а затем мэра Портленда (1973—1979) Гольдшмидт участвовал в возрождении центральной части города. Он возглавил протест на автостраде против непопулярной автомагистрали Маунт-Худ, достигнув консенсуса среди профсоюзов и других влиятельных организаций, чтобы перенаправить федеральные средства, первоначально предназначенные для автострады, на другие проекты, в конечном итоге расширив федеральные средства, привлеченные в регион, чтобы включить линию легкорельсового транспорта Metropolitan Area Express и торговый центр Portland Transit. Ему широко приписывают открытие правительства города для активистов района и меньшинств, назначение женщин и афроамериканцев в мэрию. Во время своей предвыборной кампании он усомнился в преимуществах расширения полиции города, предпочитая направлять ресурсы на предупреждение преступности. По словам Найджела Джакисса, репортёра газеты «Willamette Week», в течение тридцати лет он был «самым успешным и харизматичным лидером штата Орегон».
В 1973 году губернатор Том Макколл назначил Гольдшмидта в так называемую Целевую группу губернатора, которой было поручено изучить региональные транспортные решения. Целевая группа сочла непопулярной сделку, которая должна была профинансировать строительство шоссе Маунт-Худ, которое разделило бы юго-восток Портленда. Сделка, которая на 90 % финансировалась бы Федеральным управлением шоссейных дорог, была аннулирована: сначала Комиссия округа Малтнома, а затем городской совет Портленда изменили свои позиции и выступили против этого. Гольдшмидт изначально был против перенаправления средств на легкорельсовый транспорт, вместо этого отдавая предпочтение автобусным маршрутам и более подходящим местным дорожным проектам. Однако, по мере приближения крайнего срока перераспределения средств в 1981 году более привлекательной перспективой стало строительство скоростного трамвая. В итоге, легкорельсовый транспорт был включен в окончательный план. Все федеральные деньги, первоначально предназначенные для шоссе Маунт-Худ, в конечном итоге пошли на другие дорожные проекты, но общая сумма была удвоена, и первая ветка скоростного трамвая MAX была одобрена и в конечном итоге завершена в 1986 году.

### Министр транспорта США
В 1979 году Гольдшмидт стал шестым министром транспорта США. Его назначение президентом Джимми Картером произошло 27 июля того же года в рамках среднесрочной реструктуризации должностей в кабинете администрации президента. Сенат США подтвердил его назначение 21 сентября, и 24 сентября он был приведён к присяге. На этом посту Гольдшмидт прославился своей работой по возрождению автомобильной промышленности и усилиями по дерегулированию авиационной, автомобильной и железнодорожной отраслей.
После неудачной попытки Картера на переизбрание Гольдшмидт выразил сомнения относительно будущего Демократической партии, если она не сможет научиться более эффективно работать с политическими союзниками. Время, проведённое Гольдшмидтом в Вашингтоне также повлияло на его собственное понимание политики. Он оставался на должности до конца администрации Картера. В конце 1979 года кандидат в президенты от республиканцев Джон Б. Андерсон призвал к отставке Гольдшмидта, а члены банковского комитета Сената США позже отчитали его за то, что он предположил, что он удержит транспортные средства от муниципалитетов, таких как Чикаго и Филадельфия, мэры которой поддержали Теда Кеннеди в его предвыборной кампании против Картера. Гольдшмидт ушёл в отставку по истечении срока Картера 20 января 1981 года.
Умер 12 июня 2024 года от сердечной недостаточности в своём доме в Портленде, за 4 дня до своего 84-летия.